# Mary-Claire King
Mary-Claire King, född 27 februari 1946 i Illinois, är en amerikansk biolog. Hennes forskning har kartlagt den ärftliga bröstcancergenen BRCA1. Hon studerar mänsklig genetik och är särskilt intresserad av genetisk heterogenitet och komplexa egenskaper.
Förutom sitt arbete när det gäller att identifiera bröstcancergener, är King också känd för att visa att människor och schimpanser är 99% genetiskt identiska och för att tillämpa genomisk sekvensering för att identifiera offer för brott mot mänskliga rättigheter. 1984 började hon arbeta med att identifiera barn som hade stulits från sina familjer och adopterats illegalt under militärdiktaturen i Argentina under Smutsiga kriget (1976–1983).
Hon har mottagit många utmärkelser, bland annat Laskerpriset och National Medal of Science. Tidningen Discover utnämnde 2002 King som en av de 50 viktigaste kvinnorna inom vetenskapen.